# Jevgenij Fjodorov
Jevgenij Vasiljevič Fjodorov (rusky Евгений Васильевич Фёдоров; * 16. února 2000) je kazachstánský profesionální silniční cyklista jezdící za UCI WorldTeam Astana Qazaqstan Team. V roce 2022 se stal mistrem světa v silničním závodu do 23 let.

## Hlavní výsledky
2017
Národní šampionát
 vítěz silničního závodu juniorů
Mistrovství Asie
4. místo silniční závod juniorů
Tour de DMZ
4. místo celkově
vítěz 4. etapy
Tour du Pays de Vaud
6. místo celkově
Mistrovství světa
9. místo silniční závod juniorů
2018
Olympijské hry mládeže
 vítěz týmové časovky dvojic
6. místo kritérium
8. místo silniční závod
Národní šampionát
 vítěz časovky juniorů
Tour de DMZ
3. místo celkově
 vítěz vrchařské soutěže
vítěz 3. etapy
Tour de Gironde
6. místo celkově
Trophée Centre Morbihan
9. místo celkově
2019
Mistrovství Asie
 vítěz časovky
 2. místo silniční závod
Kolem Almaty
 vítěz vrchařské soutěže
2020
Tour du Rwanda
vítěz 1. etapy
Tour de Langkawi
2. místo celkově
vítěz 1. etapy
Tour of Szeklerland
7. místo celkově
vítěz 1. etapy
2021
Národní šampionát
 vítěz silničního závodu
2. místo časovka
2022
Mistrovství světa
 vítěz silničního závodu do 23 let
Mistrovství Asie
 vítěz časovky
 vítěz týmové časovky
2. místo Piccolo Giro di Lombardia
Mistrovství světa v gravelu
5. místo závod mužů elite
2023
Mistrovství Asie
 vítěz časovky
 vítěz smíšené týmové štafety
Asijské hry
 vítěz silničního závodu

### Výsledky na Grand Tours
| Grand Tour      | 2022 | 2023 | 2024 |
| --------------- | ---- | ---- | ---- |
| Giro d'Italia   | —    | —    | —    |
| Tour de France  | —    | 148  | DNF  |
| Vuelta a España | 123  | —    |      |

| —   | Nezúčastnil se |
| DNF | Nedokončil     |